# Sønderhald Kommune
Sønderhald Kommune i Århus Amt blev dannet ved kommunalreformen i 1970. Ved strukturreformen i 2007 blev den delt mellem Norddjurs Kommune og Randers Kommune.

## Gammel Estrup Kommune
I 1966, altså 4 år før selve kommunalreformen, slog 2 sognekommuner sig frivilligt sammen til Gammel Estrup Kommune, opkaldt efter herregården Gammel Estrup:
| Kommune                    | Folketal september 1965 | Byer                                 |
| -------------------------- | ----------------------- | ------------------------------------ |
| Fausing-Auning             | 2.522                   | Auning og en lille del af Allingåbro |
| Øster Alling-Vester Alling | 754                     | Øster Alling                         |
| I alt                      | 3.276                   |                                      |

## Sønderhald kommune
Ved selve kommunalreformen blev Sønderhald Kommune dannet ved at 2 andre sognekommuner blev lagt sammen med Gammel Estrup Kommune:
| Kommune          | Folketal 1. januar 1970 | Byer                   |
| ---------------- | ----------------------- | ---------------------- |
| Gammel Estrup    | 3.371                   |                        |
| Virring-Essenbæk | 2.605                   | Uggelhuse og Assentoft |
| Årslev-Hørning   | 794                     | Hørning                |
| I alt            | 6.770                   |                        |

Fausing Sogn afgav et engområde ved Grund Fjord til Rougsø Kommune.

## Sogne
Sønderhald Kommune bestod af følgende sogne, alle fra Sønderhald Herred:
- Auning Sogn
- Essenbæk Sogn
- Det meste af Fausing Sogn
- Hørning Sogn
- Vester Alling Sogn
- Virring Sogn
- Årslev Sogn
- Øster Alling Sogn

## Borgmestre[5]
| Periode                           | Navn                  | Parti             |
| --------------------------------- | --------------------- | ----------------- |
| 1966-1969 (Gammel Estrup Kommune) | Georg Andersen        | Socialdemokratiet |
| 1970-1982                         | G. Kirk Thøgersen     | Venstre           |
| 1982-1990                         | Evald Nielsen         | Venstre           |
| 1990-1998                         | Carl Damgaard Nielsen | Venstre           |
| 1998-2006                         | Kirsten Wyrtz         | Socialdemokratiet |

## Rådhus
I 1940 købte Fausing-Auning Sognekommune ejendommen Kirkegade 8 i Auning og indrettede den til mødelokale for sognerådet og kæmnerkontor samt bolig for kæmnerfamilien. Huset blev også en del af Sønderhald Kommunes rådhus i hele dens levetid. Der blev tilbygget en længe langs Middelgade. Her var hovedindgangen, så adressen blev Middelgade 1. I 1986-87 blev to ejendomme langs Nørregade ombygget til at være en del af rådhuskomplekset. De eksisterer endnu, hvorimod den ældste bygning er revet ned.

## Strukturreformen 2007
I forbindelse med strukturreformen i 2007 blev kommunen delt. Auning, Fausing, Vester Alling og Øster Alling sogne, altså den tidligere Gammel Estrup Kommune, indgik i Norddjurs Kommune sammen med Grenaa Kommune, Nørre Djurs Kommune og Rougsø Kommune. Essenbæk, Hørning, Virring og Årslev sogne blev indlemmet i Randers Kommune sammen med Nørhald Kommune, Purhus Kommune og dele af Langå Kommune og Mariager Kommune.